# Crystal Planet
A Crystal Planet a gitáros Joe Satriani 1998-ban instrumentális rock stílusban készült albuma.

## Számok listája
Minden számot Joe Satriani írt, kivéve, ahol külön jelezve van.
1. Up in the Sky – 4:10
2. House Full of Bullets – 5:33
3. Crystal Planet – 4:34
4. Love Thing – 3:50
5. Trundrumbalind – 5:13
6. Lights of Heaven – 4:23
7. Raspberry Jam Delta-V – 5:21
8. Ceremony – 4:53
9. With Jupiter in Mind – 5:47
10. Secret Prayer – 4:27
11. A Train of Angels (Joe Satriani, Z.Z. Satriani) – 3:42
12. A Piece of Liquid (Joe Satriani, Z.Z. Satriani) – 3:04
13. Psycho Monkey (Joe Satriani, Z.Z. Satriani) – 4:36
14. Time – 5:05
15. Z.Z.'s Song – 3:00

## A zenészek
- Joe Satriani – gitár, basszus, billentyű és harmonika
- Stuart Hamm – basszus
- Jeff Campitelli – dob és ütősök
- Eric Caudieux – billentyűs, ütősök és szerkesztés
- Eric Valentine – dob, basszus, billentyű és ütősök
- Rhoades Howe – ütősök
- Elk Thunder – ütősök